# Acción Social Española
Acción Social Española va ésser un partit polític fundat al juny del 1936 a Barcelona amb l'objectiu de "conseguir el ideal común de orden social, respeto al principio de autoridad y amor al trabajo".
Dirigents: Antonio Rodríguez Marbau (president), Francisco Miguel de Veciana i Eduardo García Segura (vicepresidents).